# ポッジョ・サン・ロレンツォ
ポッジョ・サン・ロレンツォ（伊: Poggio San Lorenzo）は、イタリア共和国ラツィオ州リエーティ県にある、人口約600人の基礎自治体（コムーネ）。

## 地理

### 位置・広がり
リエーティ県のコムーネ。県都リエーティから南へ17kmの距離にある。

#### 隣接コムーネ
隣接するコムーネは以下の通り。
- カザプロータ
- フラッソ・サビーノ
- モンテレオーネ・サビーノ
- トッリチェッラ・イン・サビーナ

### 気候分類・地震分類
ポッジョ・サン・ロレンツォにおけるイタリアの気候分類 (it) および度日は、zona E, 2183 GGである。
また、イタリアの地震リスク階級 (it) では、zona 2B (sismicità media) に分類される。